# إشارات الويب
إشارات الويب تسمى أيضًا علة الويب أو علة التتبع أو العلامة أو علامة الويب أو علامة الصفحة أو بكسل التتبع أو علامة البكسل أو 1 × 1 gif أو gif الواضح، وهي إحدى التقنيات المتنوعة المستخدمة في صفحات الويب أو البريد الإلكتروني بشكل غير مزعج، عادة ما تكون غير مرئية، تسمح بالتحقق من وصول مستخدم إلى بعض المحتويات. تستخدم إشارات الويب عادة بواسطة أطراف ثالثة لمراقبة نشاط المستخدمين في موقع الويب بغرض تحليلات الويب أو وضع علامات على الصفحات. ويمكن استخدامها لتتبع البريد الإلكتروني. وعند تنفيذها باستخدام جافا سكريبت، قد يطلق عليها علامات جافا سكريبت JavaScript. باستخدام هذه المنارات، يمكن للشركات والمؤسسات تتبع سلوك مستخدمي الويب عبر الإنترنت. في البداية، كانت الشركات التي تقوم بمثل هذا التتبع هي بشكل رئيسي المعلنين أو شركات تحليلات الويب. وفي وقت لاحق، بدأت مواقع الشبكات الاجتماعية في استخدام تقنيات التتبع هذه، على سبيل المثال من خلال استخدام الأزرار التي تعمل كمنارات تتبع.

## نظرة عامة
تعد إشارة الويب واحدة من التقنيات المستخدمة لتتبع من يزور صفحة الويب. كما يمكن استخدامها لمعرفة ما إذا كان البريد الإلكتروني قد تمت قراءته أو إعادة توجيهه، أو إذا تم نسخ صفحة ويب إلى موقع ويب آخر.
كانت إشارات الويب الأولى عبارة عن ملفات صور رقمية صغيرة تم تضمينها في صفحة ويب أو بريد إلكتروني. يمكن أن تكون الصورة صغيرة مثل بكسل واحد، ويمكن أن تكون من نفس لون الخلفية، أو حتى شفافة تمامًا (وبالتالي الاسم «بكسل التتبع»). عندما يقوم المستخدم بفتح الصفحة أو البريد الإلكتروني حيث تم تضمين هذه الصورة فقد لا يرى الصورة، ولكن متصفح الويب الخاص بهم أو قارئ البريد الإلكتروني سيقوم تلقائيًا بتنزيل الصورة. سيتطلب هذا التنزيل كمبيوتر المستخدم لإرسال طلب إلى خادم الشركة المضيفة، حيث تم تخزين الصورة المصدر، سيتطلب هذا الطلب بدوره جهاز الكمبيوتر الخاص بالمستخدم لتوفير معلومات تعريف حول نفسه، مما يسمح للمضيف بمتابعة المستخدم. وقد تم تطوير هذه التقنية الأساسية بشكل أكبر بحيث يمكن استخدام جميع أنواع العناصر كمنارات. ويمكن أن تتضمن هذه العناصر حاليًا عناصر مرئية مثل الرسومات أو اللافتات أو الأزرار، ولكن أيضًا عناصر HTML غير مصورة مثل الإطار ‏ أو النمط أو النص البرمجي أو رابط الإدخال أو التضمين أو الكائن وما إلى ذلك للبريد الإلكتروني أو صفحة الويب.
عادةً ما تتضمن معلومات التعريف التي يوفرها كمبيوتر المستخدم عنوان IP الخاص به ووقت تقديم الطلب، ونوع متصفح الويب أو قارئ البريد الإلكتروني الذي قدم الطلب، ووجود ملفات تعريف الارتباط التي تم إرسالها مسبقًا بواسطة الخادم المضيف. يمكن للخادم المضيف تخزين كل هذه المعلومات وربطها بمعرّف جلسة ‏ أو رمز تتبع يميز التفاعل بشكل فريد.

## أنظر أيضا
- فيسبوك بيكون  [لغات أخرى]‏
- الاحتيال عبر البريد الإلكتروني
- خصوصية الإنترنت
- تتبع زوار الويب
- تحليلات الويب
- تخزين الويب
- كائن مشترك محلي  [لغات أخرى]‏
- Quantcast
- لا تتبع  [لغات أخرى]‏